# Jacob Muller (componist)
Jacob Muller (Velsen, 16 maart 1889 – Amsterdam, 10 augustus 1980) was een Nederlands componist. Hij werkte als componist meestal onder zijn pseudoniem Jack Millar.

## Levensloop
Van deze componist is niet veel bekend; misschien omdat hij als kunstenaar/componist vooral onder zijn pseudoniem bekend is. Hij schreef wel muziek voor het muziektheater, vooral operettes, films en populaire liederen, die vooral tijdens de oorlog uitgevoerd werden en in de opbouwjaren na de Tweede Wereldoorlog via de omroep succesrijk waren. Van zijn lied Een ogenblikje stilte bestaat er een Duitstalige versie. 

## Composities (Uittreksel)

### Werken voor harmonieorkest
- Amsterdam Impressions bewerkt door Jan Willem Singerling

### Muziektheater

#### Operettes
| Voltooid in | titel                                                                            | aktes | première                                       | libretto        |
| ----------- | -------------------------------------------------------------------------------- | ----- | ---------------------------------------------- | --------------- |
| 1939-1940   | Geef me 'n kus (samen met: Maurice Yvian en Rob Milton (geboren: Martin Eekhof)) |       | 5 juli 1940, Amsterdam, Centraal Theater       | André Barde     |
| 1942        | Julischka, de Juweelen Bruid                                                     |       | mei 1944 Amsterdam, Thalia Opera en Operette   | Jan van Leeuwen |
| 1947        | Daar was laatst een meisje loos!                                                 |       | juni 1947, Amsterdam, Koninklijk Theater Carré | Hans Nesna      |

### Vocale muziek

#### Liederen
- 1935 Moanin the blues (samen met: David Bee)
- 1936 Ik heb er maling 'an : ('t Zal me 'n zorg zijn) - tekst: Jac. van Tol
- 1942 Alleen voor jou - uit de operette "Julischka, de Juweelen Bruid" - tekst: Jan van Leeuwen
- 1942 Droomeland - uit de operette "Julischka, de Juweelen Bruid" - tekst: Jan van Leeuwen
- 1942 Een jongen en een meisje - uit de operette "Julischka, de Juweelen Bruid" uit het album : "Metro's radio schlagers" - tekst: Jan van Leeuwen
- 1942 Ouwe tijd, mooie tijd - uit de operette "Julischka, de Juweelen Bruid" - tekst: Jan van Leeuwen
- 1945 White stripes in a sky of blue, slow-fox - tekst: Han Dunk (1909-1996) - gezongen door: Mary van den Berg
- 1951 Oh, Dolly! - tekst: van de componist
- Een ogenblikje stilte (Ein kleines bischen Ruhe), slow-fox uit het album: "Metro's radio schlagers" - tekst: Han Dunk (1909-1996)  (Duitse tekst: Koenraad Lüders)
- You (You're the cause) - tekst: van de componist